# Municipio de Jasper (condado de Dallas)
El municipio de Jasper (en inglés: Jasper Township) es un municipio ubicado en el condado de Dallas en el estado estadounidense de Misuri. En el año 2010 tenía una población de 1019 habitantes y una densidad poblacional de 5,93 personas por km².

## Geografía
El municipio de Jasper se encuentra ubicado en las coordenadas 37°42′53″N 92°55′0″O / 37.71472, -92.91667. Según la Oficina del Censo de los Estados Unidos, el municipio tiene una superficie total de 171.82 km², de la cual 170,39 km² corresponden a tierra firme y (0,83 %) 1,43 km² es agua.

## Demografía
Según el censo de 2010, había 1019 personas residiendo en el municipio de Jasper. La densidad de población era de 5,93 hab./km². De los 1019 habitantes, el municipio de Jasper estaba compuesto por el 95,09 % blancos, el 0,39 % eran afroamericanos, el 0,69 % eran amerindios, el 0,2 % eran asiáticos, el 0,2 % eran de otras razas y el 3,43 % eran de una mezcla de razas. Del total de la población el 0,88 % eran hispanos o latinos de cualquier raza.